# 백제문화단지

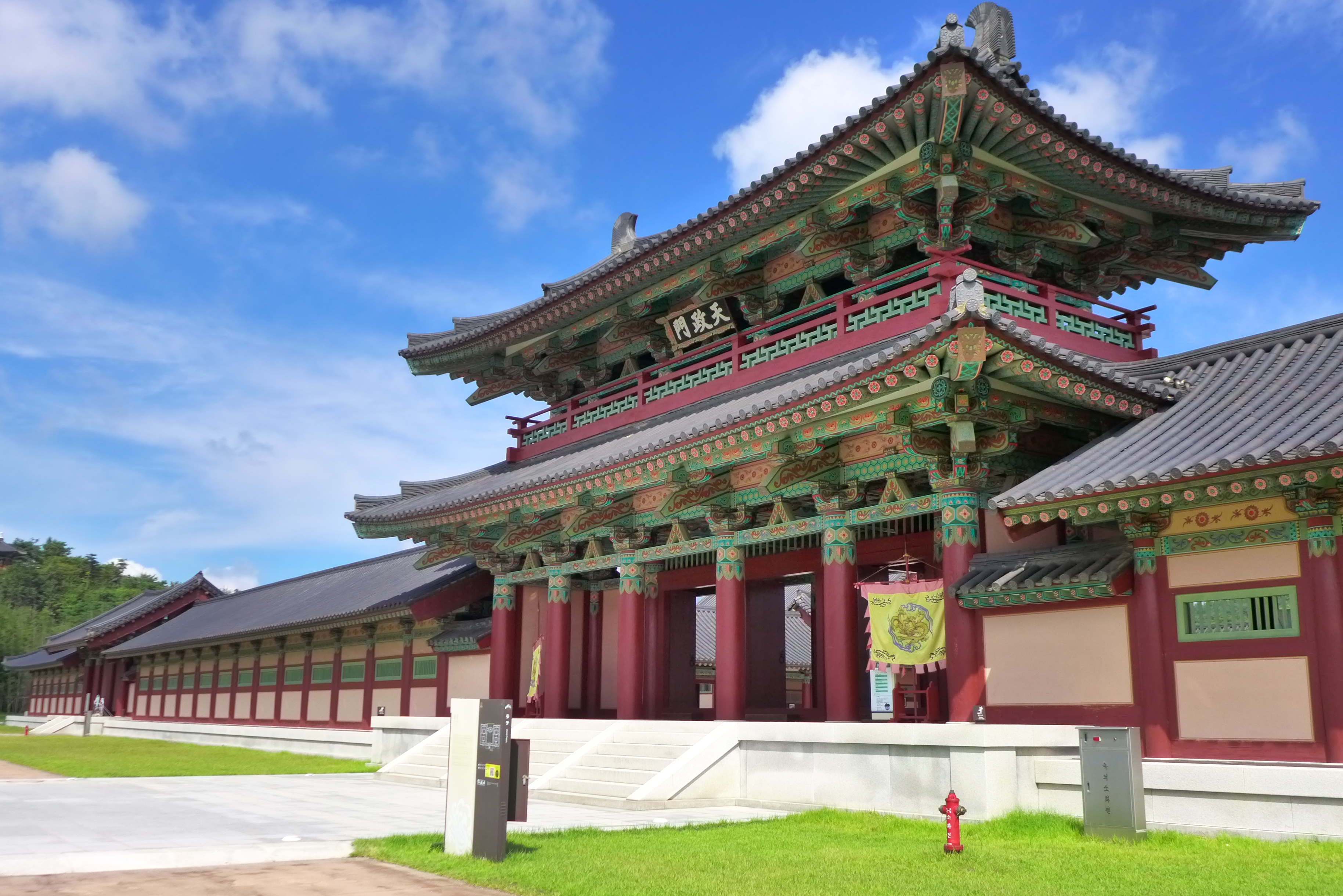

백제문화단지(百濟文化團地, BAEKJE CULTURAL LAND)는 충청남도 부여군 규암면 합정리에 있는 백제역사문화단지로, 1993년부터 2010년까지 총 17년간 3,299m2(3,276m2)에 8,077억을 투자하여 조성되었다.

## 개요
문화역사단지내에는 입구 및 검표(檢票)하는 정양문(正陽門), 백제 왕궁인 사비궁과 대표적 사찰인 능사, 능사의 연못에 있는 수경정(水鏡亭), 계층별 주거문화를 보여주는 생활문화마을, 개국 초기 궁성인 하남 위례성, 직접 위례성으로 통하는 위례문(慰禮門), 백제 묘제를 보여주는 고분공원, 충남도민의 기증으로 조성된 백제숲, 백제숲과 연결된 홍제문(鴻濟門), 문화단지내를 한눈에 볼 수 있는 제향루(濟香樓), 백제의 역사와 문화를 한눈에 보는 백제역사문화관이 있다. 이외에도 테마파크, 테마아웃렛과 체육시설이 있다.

## 건축물

### 위례성
위례성(慰禮城)은 한성 백제시기(B.C 18~A.D 475)의 도읍 모습을 재현하였다. 고구려에서 남하한 십제(十濟)의 온조왕이 한성에 자리 잡고 비류왕의 미추홀국(彌鄒忽國)을 통합하고 난 후 백제(百濟)의 수도로 정한 곳이다. 건물로는 남문, 움집-농경생활, 움집-식생활, 움집-직조생활, 고상가옥, 망루, 군관 우보 을음의 집, 귀족 좌보 마려의 집, 동문, 서문, 위례궁(慰禮宮)의 정전인 안태전(安泰殿), 좌평청(左平廳), 좌장청(左將廳), 침전(寢殿)이 있다.

### 사비궁
사비궁(泗沘宮)은 사비 백제시기(538~660) 사비성(泗沘城)의 왕궁을 재현한 곳이며, 사비궁에는 중남문인 천정문(天政門), 정전인 천정전(天政殿), 동궁 정전인 문사전(文思殿), 동궁 외전인 연영전(延英殿), 동궁 남문인 현정문(顯政門), 동궁 북문인 숭지문(崇智門), 서궁 정전인 무덕전(武德殿), 서궁 외전인 인덕전(麟德殿), 서궁 남문인 선광문(宣光門), 서궁 북문인 통천문(通天門)이 있다.

### 능사
능산리사지(陵山里寺地)는 백제 성왕의 명복을 빌기 위한 백제 왕실 사찰로 부여군 부여읍 능산리에서 발굴된 유구의 규모와 동일하게 재현하였다. 능사에는 중문인 대통문(大通門), 5층탑인 능사 5층목탑(陵寺五層木塔), 금당인 대웅전(大雄殿), 강당인 자효당(慈孝堂), 강당지 동익사인 숙세각(宿世閣), 강당지 서익사인 결업각(結業閣), 동부속채인 부용각(芙蓉閣), 서부속인 향로각(香爐閣), 소공방(小工房)이 있다.

### 고분공원
고분궁원에는 횡혈식 석실분 1, 횡혈식 석실분 2, 횡혈식 석실분 3, 횡구식 석곽분, 횡혈식 석실분 4, 횡혈식 석실분 5, 횡혈식 석실분 6 등 모두 7기가 이전.복원 되었다.

### 생활문화마을
생활문화마을(生活文化村)은 벡제 사비시대의 계층별 주거유형을 연출한 곳으로, 건물로는 군관주택 계백, 귀족주택 사택지적, 휴게소, 화장실, 건축가 아비지의 집, 의박사 왕유능타, 오경박사 단양이의 집, 악사 미마지의 집, 금속기술자 다리의 집, 야철장인 탁소의 집, 외박사 마나문노의 집, 도공 신한고귀의 집, 공동우물, 주조기술자 인번의 집, 불상조각가 도리의 집, 직조장인 서소의 집, 도미설화 도미부인의 집이 있다.

### 백제역사문화관
백제역사문화관은 백제의 역사 박물관으로 백제역사와 문화의 전반에 대한 바료수집, 보존, 연구, 정보제공 등의 기능을 수행하며, 제1전시실, 제2전시실, 제3전시실, 제4전시실이 있다.

## 비판
출토된 유물이나 관련 사료에 의거하지 않은채 복원과정에 조선식 건축양식이 주로 사용되었다는 점에서 비판이 제기된다. 백제문화단지 건축물의 대부분에서 찾아볼 수 있는 청록단청은 주로 조선 때부터 상용화된 단청이며, 중국에서도 북송 시기가 되어서야 주류가 되어 사용되기 시작한다. 발해 고분벽화와 고려 때 그려진 여러 변상도를 고려했을 때, 단청은 주철을 재료로 한 적색으로 채색되었어야 마땅하다고 판단된다. 보통 백색이라 생각되는 외벽 역시 고려 후기에나 쓰이게 되는 호분색으로 채색되었다. 색상 이외에도, 백제 건축의 영향을 받았다고 여겨지는 동시대 건축물인 일본의 호류지의 양식과도 크게 상이하다는 점에서 복원결과와 설계과정의 신빙성에 의문이 제기된다.

## 같이 보기
- 공산성
- 경복궁
- 월성
- 백제왕릉원
- 무령왕릉
- 김해가야테마파크
- 가야왕궁태극전
- 가야왕릉
- 신라왕궁영상관
- 경주신라왕릉